# Цітай (повіт)
44°01′13″ пн. ш. 89°35′04″ сх. д. / 44.02034° пн. ш. 89.58446° сх. д.
Цітай (кит. 奇台县, пін. Qítái Xiàn) — один із повітів КНР у складі Чанцзі-Хуейської автономної префектури, СУАР. Адміністративний центр — містечко Цітай.

## Географія
Повіт Цітай у середньому лежить на висоті понад 760 метрів над рівнем моря, простягається на північ від гір Богдо-Ула через Джунгарські піски до пасма Байтак-Богдо.

### Клімат
Повіт знаходиться у зоні, котра характеризується кліматом пустель помірного поясу. Найтепліший місяць — липень із середньою температурою 23,1 °C. Найхолодніший місяць — січень, із середньою температурою -17,3 °С.
| Клімат повіту Цітай                                | Клімат повіту Цітай | Клімат повіту Цітай | Клімат повіту Цітай | Клімат повіту Цітай | Клімат повіту Цітай | Клімат повіту Цітай | Клімат повіту Цітай | Клімат повіту Цітай | Клімат повіту Цітай | Клімат повіту Цітай | Клімат повіту Цітай | Клімат повіту Цітай | Клімат повіту Цітай |
| Показник                                           | Січ.                | Лют.                | Бер.                | Квіт.               | Трав.               | Черв.               | Лип.                | Серп.               | Вер.                | Жовт.               | Лист.               | Груд.               | Рік                 |
| Середній максимум, °C                              | −8,9                | −4,9                | 5,8                 | 18,9                | 24,9                | 29,3                | 31                  | 30,2                | 24,6                | 15,5                | 3,7                 | −6,4                | 13,6                |
| Середня температура, °C                            | −17,3               | −13                 | −1,2                | 10,8                | 16,9                | 21,6                | 23,1                | 21,7                | 15,7                | 7,1                 | −3,2                | −13,7               | 5,7                 |
| Середній мінімум, °C                               | −23,5               | −19,9               | −7,3                | 3,6                 | 9,3                 | 14                  | 15,6                | 14                  | 8,3                 | 1                   | −8,2                | −19,4               | −1                  |
| Норма опадів, мм                                   | 7.3                 | 7.1                 | 11.1                | 18.7                | 23                  | 23                  | 34.4                | 27.7                | 18                  | 15.4                | 14.1                | 11.7                | 211.7               |
| Вологість повітря, %                               | 77                  | 77                  | 70                  | 49                  | 45                  | 48                  | 52                  | 50                  | 49                  | 59                  | 74                  | 79                  | 61                  |
| -------------------------------------------------- | ------------------- | ------------------- | ------------------- | ------------------- | ------------------- | ------------------- | ------------------- | ------------------- | ------------------- | ------------------- | ------------------- | ------------------- | ------------------- |
| Джерело: Дані метеостанції №51379 (КНР, 1991-2020) |                     |                     |                     |                     |                     |                     |                     |                     |                     |                     |                     |                     |                     |